# Eupyra florella
Eupyra florella là một loài bướm đêm thuộc phân họ Arctiinae, họ Erebidae.